# Ferdinand Escanyé
Ferdinand Escanyé (Vinçà, 20 d'octubre del 1795 - Perpinyà, 22 de desembre del 1874) fou un polític i parlamentari francès, pare del també polític Frederic Escanyé.

## Biografia
Ferdinand Jean Joseph Sébastien Escanyé fou fill de Sébastien Escanyé, polític d'Assemblea Nacional legislativa francesa del 1791, i de Thérèse Parès.
Després d'acabar els estudis a l'Institut de Perpinyà, va començar la seva carrera a l'exèrcit fins a ascendir a capità d'estat major, amb destinació a la 9a divisió militar de Montpeller.
Més endavant va esdevenir diputat pels Pirineus Orientals pel districte de Prada el 30 de novembre del 1831 després d'haver obtingut 52 vots pels 46 de François Durand. Va perdre les següents eleccions del 21 de juny del 1834, per 52 contra 62 del seu adversari Joseph Lacroix. El 10 de maig del 1832 fou nomenat cavaller de la Legió d'Honor i el 1848 ascendit a oficial.